# 11 février 1989
Le samedi 11 février 1989 est le 42e jour de l'année 1989.

## Naissances
- Albert Suárez, joueur de baseball vénézuélien
- Alexander Büttner, footballeur néerlandais
- Alireza Jadidi
- Bec Hyatt
- César Cabral
- Dustin Cook, skieur alpin canadien
- Fredric Pettersson, joueur suédois de handball
- Imad Touil
- Josef de Souza Dias, joueur de football brésilien
- Lara Nobre
- Maksim Vitus, joueur de football biélorusse
- Matthieu Frécon
- Natalya Saifutdinova, cycliste kazakhe
- Tomi Sallinen
- Zac Alexander, joueur de squash australien

## Décès
- Antoine Toé (né le 10 août 1907), dessinateur des affiches des films de Marcel Pagnol
- Chakhbout ben Sultan Al Nahyane (né le 1er janvier 1905), homme politique émirati
- Leon Festinger (né le 8 mai 1919), psychosociologue américain
- Paul Bérato (né le 19 février 1915), auteur de romans policiers
- T.E.B. Clarke (né le 7 juin 1907), auteur et scénariste
- Théo Dejace (né le 7 mars 1906), politicien belge

## Événements
- Découverte de (5870) Baltimore
- Découverte de (5871) Bobbell
- Découverte de (5905) Johnson
- Découverte de (9323) Hirohisasato
- Fin de Guillaume Tell
- Publication de Turbo Out Run